# Odair Miguel Gonsalves dos Santos
Odair Miguel Gonsalves dos Santos C.M. (Irati 2 de setembro de 1965) é um prelado brasileiro da Igreja Católica, atual bispo auxiliar de Porto Alegre.

## Biografia
Odair Miguel Gonsalves dos Santos ingressou na Ordem Lazarista e concluiu em 1992 o curso preparatório teológico no seminário preparatório de Colombo. De 1993 a 1995 estudou filosofia no Instituto Filosófico Lazarista e de 1997 a 2000 estudou teologia católica na Pontifícia Faculdade de Teologia Nossa Senhora da Assunção de São Paulo. Em 1997 licenciou- se em filosofia pela Universidade São Francisco (USF) em São Paulo .  Ele fez sua profissão perpétua em 27 de abril de 2000 e recebeu o sacramento da ordenação presbiteral no dia 16 de dezembro do mesmo ano em Irati pelo Bispo de Ponta Grossa, João Braz de Aviz.
Após sua ordenação, Odair Miguel Gonsalves dos Santos trabalhou inicialmente como diretor substituto do seminário filosófico de Curitiba, antes de ser responsável pela pastoral vocacional dos Lazaristas na província da ordem de Curitiba de 2001 a 2005. Em seguida, passou seis anos como diretor espiritual da Cooperativa das Filhas da Caridade de São Vicente de Paulo, na província religiosa de Curitiba. De 2005 a 2008 também foi membro do conselho provincial da província religiosa do Sul do Brasil de sua comunidade religiosa. De 2010 a 2013 trabalhou como assistente provincial e de 2011 a 2016 como pároco Paróquia de Sant'Ana em Curitiba. A partir de 2016, Odair Miguel Gonsalves dos Santos era Provincial da Província da Ordem de Curitiba. Posteriormente, tornou-se também administrador paroquial da paróquia de São Vicente de Paulo, em Curitiba. Também dirigiu a Conferência Latino Americana das Províncias Vicentinas (CLAPVI) de 2017 a 2022. Em 25 de maio de 2023, Odair Miguel Gonsalves dos Santos foi nomeado assistente geral dos Lazaristas, mas deixou de ocupar o cargo devido à sua nomeação como bispo.
Em 20 de setembro de 2023, o Papa Francisco o nomeou bispo titular de Cenae e bispo auxiliar de Porto Alegre.
Recebeu a ordenação episcopal em 8 de dezembro de 2023 na sua cidade natal Irati na Igreja Matriz São Miguel, sendo o ordenante principal Jaime Spengler, O.F.M., arcebispo de Porto Alegre, coadjuvado por José Carlos Chacorowski, C.M., bispo de Caraguatatuba e Sérgio Arthur Braschi, bispo de Ponta Grossa.